# Велико Брдо (Макарска)
Велико Брдо је насељено место у саставу града Макарске, Сплитско-далматинска жупанија, Република Хрватска.

## Историја
До територијалне реорганизације у Хрватској налазило се у саставу старе општине Макарска.

## Становништво
На попису становништва 2011. године, Велико Брдо је имало 408 становника.
| Број становника по пописима | Број становника по пописима | Број становника по пописима | Број становника по пописима | Број становника по пописима | Број становника по пописима | Број становника по пописима | Број становника по пописима | Број становника по пописима | Број становника по пописима | Број становника по пописима | Број становника по пописима | Број становника по пописима | Број становника по пописима | Број становника по пописима | Број становника по пописима |
| --------------------------- | --------------------------- | --------------------------- | --------------------------- | --------------------------- | --------------------------- | --------------------------- | --------------------------- | --------------------------- | --------------------------- | --------------------------- | --------------------------- | --------------------------- | --------------------------- | --------------------------- | --------------------------- |
| 1857                        | 1869                        | 1880                        | 1890                        | 1900                        | 1910                        | 1921                        | 1931                        | 1948                        | 1953                        | 1961                        | 1971                        | 1981                        | 1991                        | 2001                        | 2011                        |
| 212                         | 238                         | 255                         | 311                         | 385                         | 418                         | 418                         | 438                         | 391                         | 401                         | 386                         | 276                         | 214                         | 215                         | 335                         | 408                         |

### Попис1991.
На попису становништва 1991. године, насељено место Велико Брдо је имало 215 становника, следећег националног састава:
| Попис 1991.‍  | Попис 1991.‍  | Попис 1991.‍ | Попис 1991.‍ | Попис 1991.‍ |
| ------------ | ------------ | ----------- | ----------- | ----------- |
|              |              |             |             |             |
| Хрвати       | Хрвати       |             | 201         | 93,48%      |
| Југословени  | Југословени  |             | 4           | 1,86%       |
| Муслимани    | Муслимани    |             | 1           | 0,46%       |
| Словенци     | Словенци     |             | 1           | 0,46%       |
| неопредељени | неопредељени |             | 4           | 1,86%       |
| регион. опр. | регион. опр. |             | 2           | 0,93%       |
| непознато    | непознато    |             | 2           | 0,93%       |
| укупно: 215  |              |             |             |             |